# 12159 Беттібіґел
12159 Беттібіґел (12159 Bettybiegel) — астероїд головного поясу.
Тіссеранів параметр щодо Юпітера — 3,502.